# Вест-Мангайм Тауншип (округ Йорк, Пенсільванія)
Вест-Мангайм Тауншип (англ. West Manheim Township) — селище (англ. township) в США, в окрузі Йорк штату Пенсільванія. Населення — 9072 особи (2020).

## Демографія
Згідно з переписом 2010 року, у селищі мешкали 7744 особи в 2871 домогосподарстві у складі 2242 родин. Було 2986 помешкань
Расовий склад населення:
| - 92,9 % — білих - 3,9 % — чорних або афроамериканців - 1,2 % — азіатів - 0,1 % — корінних американців |

До двох чи більше рас належало 1,2 %. Частка іспаномовних становила 1,6 % від усіх жителів.
За віковим діапазоном населення розподілялося таким чином: 24,7 % — особи молодші 18 років, 61,2 % — особи у віці 18—64 років, 14,1 % — особи у віці 65 років та старші. Медіана віку мешканця становила 40,2 року. На 100 осіб жіночої статі у селищі припадало 99,2 чоловіків;  на 100 жінок у віці від 18 років та старших — 94,8 чоловіків також старших 18 років.
Середній дохід на одне домашнє господарство  становив 88 585 доларів США (медіана — 84 250), а середній дохід на одну сім'ю — 99 396 доларів (медіана — 91 458). Медіана доходів становила 61 012 долари для чоловіків та 42 988 доларів для жінок. За межею бідності перебувало 3,4 % осіб, у тому числі 4,2 % дітей у віці до 18 років та 2,6 % осіб у віці 65 років та старших.
Цивільне працевлаштоване населення становило 4352 особи. Основні галузі зайнятості: освіта, охорона здоров'я та соціальна допомога — 24,8 %, виробництво — 16,2 %, роздрібна торгівля — 14,8 %.